# Deferent

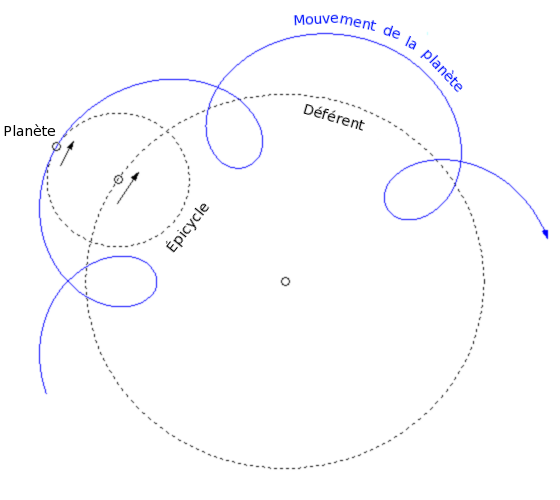
Deferent i epicykl tworzące trajektorię planety (opis po francusku)

Deferent – według Klaudiusza Ptolemeusza mimośrodowy okrąg, po którym porusza się każde ciało niebieskie, np. Księżyc, Słońce i gwiazdy, obiegając go w czasie 24 godzin. Ptolemeusz uważał, że każde ciało niebieskie ma swój własny deferent, a niektóre z nich (znane w starożytności planety – Merkury, Wenus, Mars, Jowisz i Saturn) dodatkowo w czasie swojej drogi krążą po dodatkowych epicyklach, których środki krążą po deferentach. Modele deferentów i epicykli wykorzystywano w starożytności i średniowieczu do opisu ruchu planet.